# Calesidesma fraternella
Calesidesma fraternella är en fjärilsart som beskrevs av Embrik Strand 1920. Calesidesma fraternella ingår i släktet Calesidesma och familjen nattflyn. Inga underarter finns listade i Catalogue of Life.